# Harriet Clayhills
Harriet Clayhills, född 19 oktober 1920 i Åbo, Finland, död 23 juli 2014 i Lillesand, Norge, var en finlandssvensk författare och journalist som var verksam i Finland, Norge och Sverige. Clayhills skrev och sammanställde bland annat den omfångsrika feministiska encyklopedien Kvinnohistorisk uppslagsbok (1991). 

## Biografi
Harriet Clayhills föddes i Åbo i en borgerlig finlandssvensk familj. Fadern Thomas Harald Clayhills var forstmästare och modern Ester, f. Sundberg, var kontorist, båda från Tammerfors. Harriet växte upp i Ekenäs och Helsingfors. Hon debuterade redan som 16-åring med boken Full i 17 och kom två år senare ut med ytterligare en ungdomsroman, Vi abiturienter.
Under 1940-talet blev hon filosofie magister vid Helsingfors Universitet och skrev för en mängd finlandssvenska tidningar, såsom Svenska Pressen, Ny Tid och Min Värld. Hon var gift 1942–48 med författaren Christoffer H. Ericsson och fick 1945 sonen Henry Ericsson. År 1951 gifte hon om sig och flyttade till Norge tillsammans med den norske journalisten Reidar Hedemann och arbetade i Oslo som korrespondent för Finlands Rundradio, samt som designredaktör för inredningstidskriften Bonytt.
Clayhills och Hedemann skilde sig 1964 och hon bosatte sig med barnen Ragnvald (f.1952) och Ellinor (f.1954) i Stockholm där hon började arbeta på tidningen Allt i Hemmet. Hon blev  engagerad i kvinnorörelsen och drev på 70-talet bokhandeln och kaféet Kvinnfolk på Söder samt skrev i kvinnotidskrifterna Vi Mänskor, Kvinnobulletinen och Liv. År 1973 gav hon ut boken Kata Dahlström i agitationen 1894-1923. Från slutet av 1970-talet fram till 1985 var hon redaktör för svenska inredningsarkitekternas tidskrift Forum Närmiljö.  
Under 1980-talet arbetade hon med att sammanställa en kvinnohistorisk ordbok. Det epokgörande uppslagsverket Kvinnohistorisk uppslagsbok kom ut 1991 och innehåller 537 artiklar om det mesta som rör kvinnors liv, arbete och kamp genom historien, från Abbedissa till Ödesgudinna.
Harriet Clayhills flyttade 1992 tillbaka till Norge, bodde först på Fluberg, med täta utflykter till Evanger och slutligen i Lillesand, där hon avled 2014. Hennes samling av kvinnohistoriska böcker finns idag på Åbo stadsbibliotek. Av hennes barn bor Henry Clay Ericsson i Finland (Kyrkslätt), Ragnvald Clayhills Hedemann i Sverige (Uppsala) och Ellinor Clayhills Hedemann i Norge (Lillesand).